# Karl Filip af Sverige
Karl Filip (Carl Philip) (født 22. april 1601 på Reval slot i Estland, død 25. januar 1622 i Narva) var en svensk prins af huset Vasa, hertug af Södermanland, Närke og Värmland. Han var søn af kong Karl IX af Sverige og Christina af Slesvig-Holsten-Gottorp, og yngre bror til Gustav II Adolf.

## Biografi
Karl Filip er frem for alt kendt for, at han på et tidspunkt var en af kandidaterne til at blive zar af Rusland. Et russisk sendebud blev i 1611 sendt til Stockholm med dette tilbud til den svenske konge. Byen Novgorod, som stod under svensk beskyttelse, havde lanceret Karl Filip som sin kandidat. Zarvalget fandt sted under tumultagtige former i Moskva ved årsskiftet 1612–1613 (under Forvirringens tid). Da Karl Filip i sommeren 1613 kom over til Vyborg, var det allerede for sent, og han måtte vende hjem.
I stedet for Karl Filip valgte man en kandidat, som blev lanceret i sidste øjeblik: Mikhail Romanov. Huset Romanov kom efter dette til at sidde på den russiske trone helt til 1917.
Karl Filips kandidatur havde hele tiden været modarbejdet af hans moder, enkedronning Kristina, som mente, at han var alt for ung.
Efter at have afsluttet sine studier foretog Karl Filip 1617–1618 en rejse i Danmark, Tyskland og Frankrig. Karl Filips hertugdømme var blevet etableret af faderen gennem et donationsbrev i 1609. Da han ikke var myndig, var enkedronningen blevet udpeget til hans formynder, og hun stod hårdt på hans rettigheder overfor Gustav II Adolf, hvilket særlig i 1617 førte til hårde konflikter mellem Gustav Adolf på den ene side og enkedronningen og Karl Filip på den anden.
Karl Filip giftede sig den 5. marts 1620 i hemmelighed med Elisabet Ribbing, som i 1622 (efter prinsens død) fødte deres datter Elisabet Carlsdotter (Gyllenhielm).
På denne tid var Sverige indblandet i den russiske borgerkrig, og det svenske imperium i Baltikum blev konsolideret. Militær fremgang blev opnået blandt andet ved Jakob De la Gardies belejring af Novgorod.
Karl Filip deltog også selv i det svenske felttog i Baltikum, som Gustav II Adolf indledte i 1621. Sommeren 1621 belejrede svenskerne Riga. Stillet over for faren for at blive stormet og plyndret kapitulerede byen i midten af september. For Karl Filip skulle sejrsrusen blive kortvarig. Han blev syg kort efter indtagelsen af Riga og blev bragt til Narva. Hans tilstand blev værre, og natten til den 25. januar døde prinsen. Det har gennem et af Gustav Adolfs breve til sin søster Katarina vist sig, at kongen sørgede dybt over sin broders død.
Byen Filipstad i Värmland har fået navn efter Karl Filip. I Uppsala findes en studenterforening, som holder Vasaprinsens minde i hævd, Sällskapet Karl Filip av Vasa.